# 2019年1月6日日食
2019年1月6日日食是一次日偏食，發生於2019年1月6日（西半球為1月5日）。新月當天（即朔日），地球上觀測到月球和太阳的角距離極小，此時月球如果恰好在月球交點附近，穿過太阳和地球之間，與地球、太阳接近一直線，則會出現日食。由於月球偏北或偏南，本影及偽本影從地球以北或以南經過而未接觸地表，只有半影覆蓋了地球北端或南端部分區域，形成日偏食。

此次日偏食過程中月影在地表移動的動畫

## 日食概況

### 出現區域
該次日偏食可在中國大陸中東部除華南外的部分、臺灣中北部、蒙古中東部、朝鲜半岛、日本、北馬里亞納群島北部、美国阿拉斯加州西南部、俄罗斯東南部看到。其中國際日期變更線以西的部分在1月6日看到日食，以東的阿拉斯加部分在1月5日看到日食。

### 基本參數
- 類型：日偏食
- 食分最大處（位於俄罗斯薩哈共和國東北部）資料：
  - 時間：2019年1月6日1:41:28.8
  - 地點：67°24′N 153°36′E / 67.4°N 153.6°E[2]
  - 食分：0.7145（日食帶內最大）[3]

## 照片

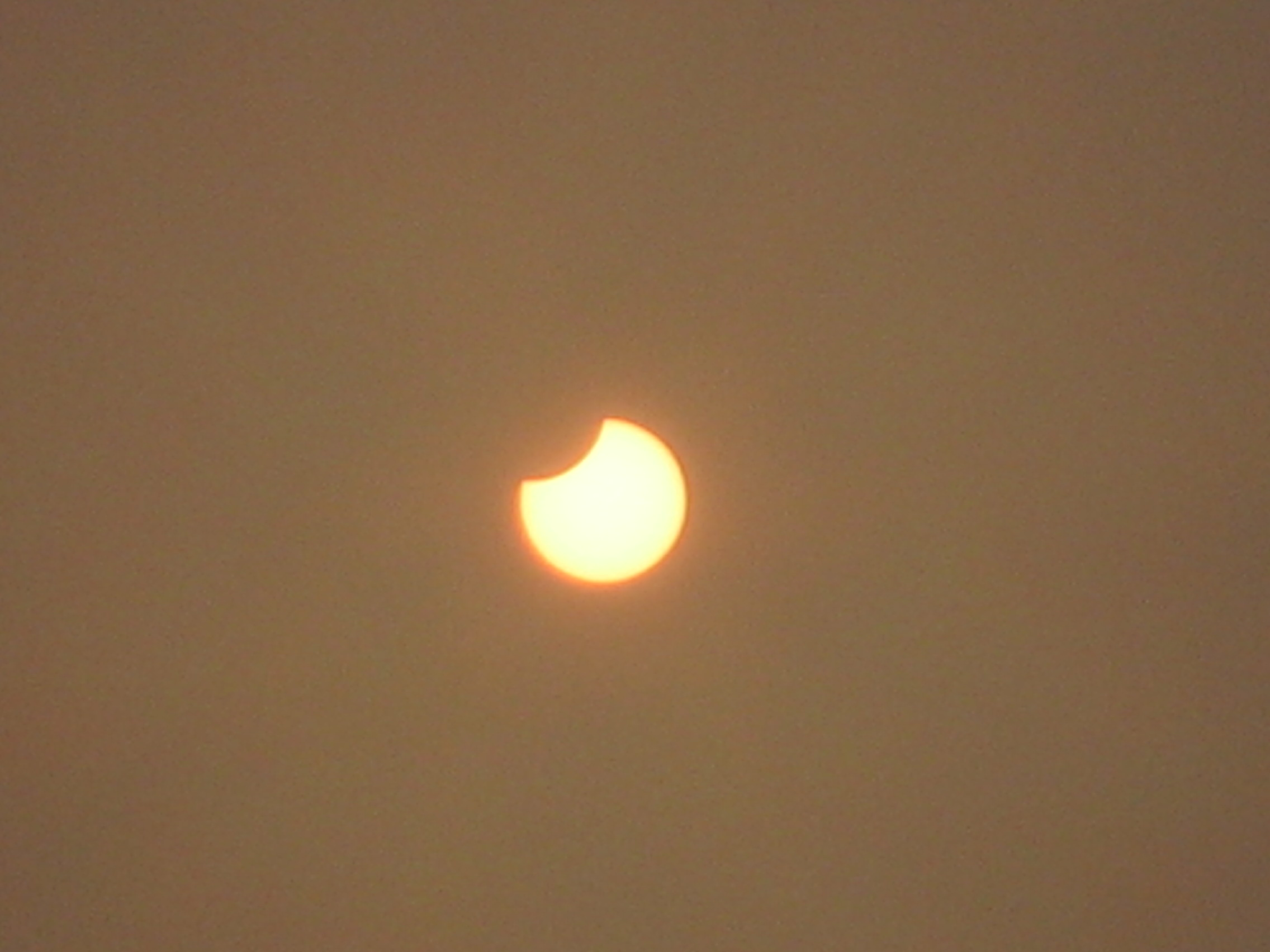
中國济南市（00:18 UTC）
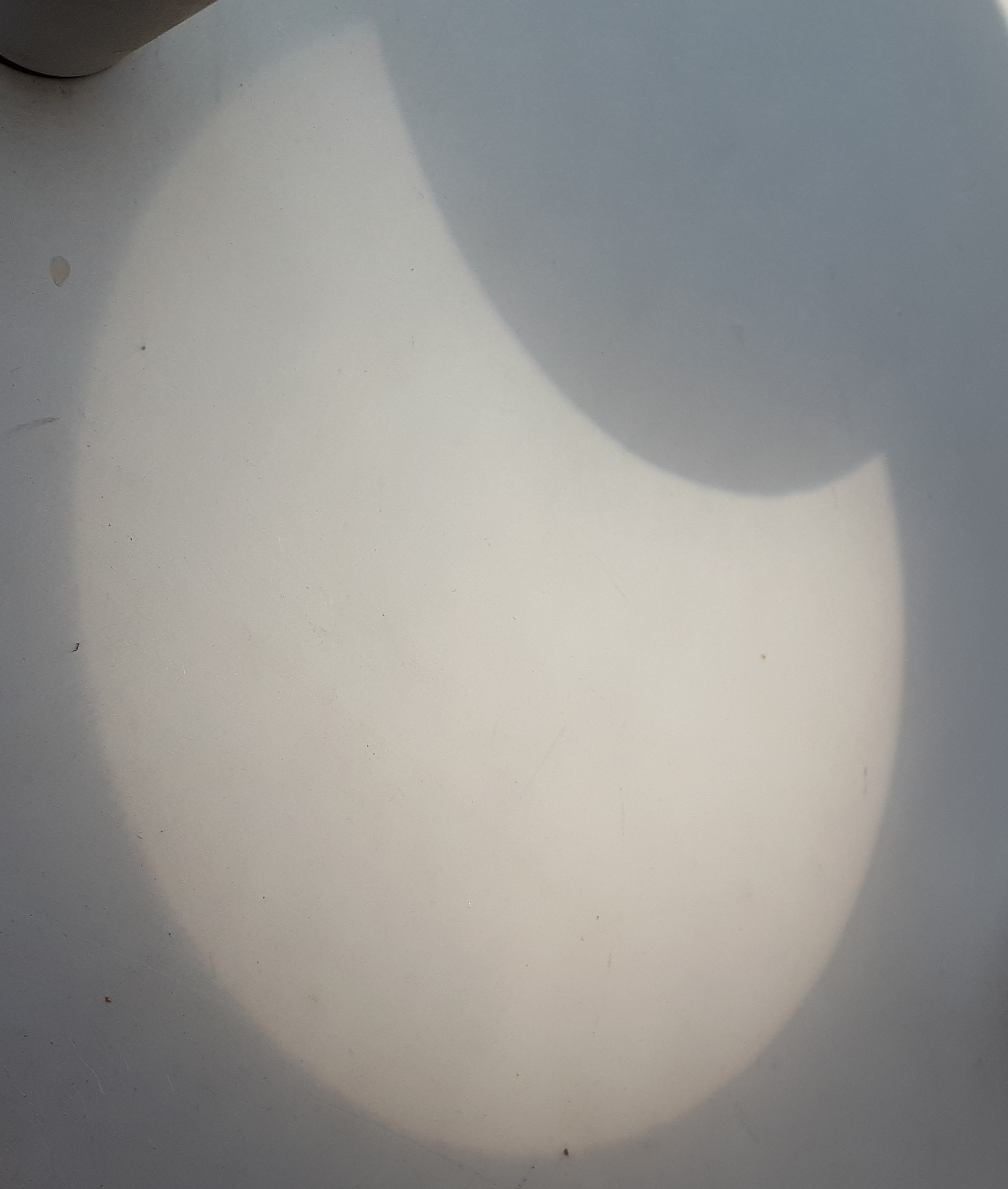
韩国庆尚北道普賢山（朝鲜语：보현산）（00:47 UTC）
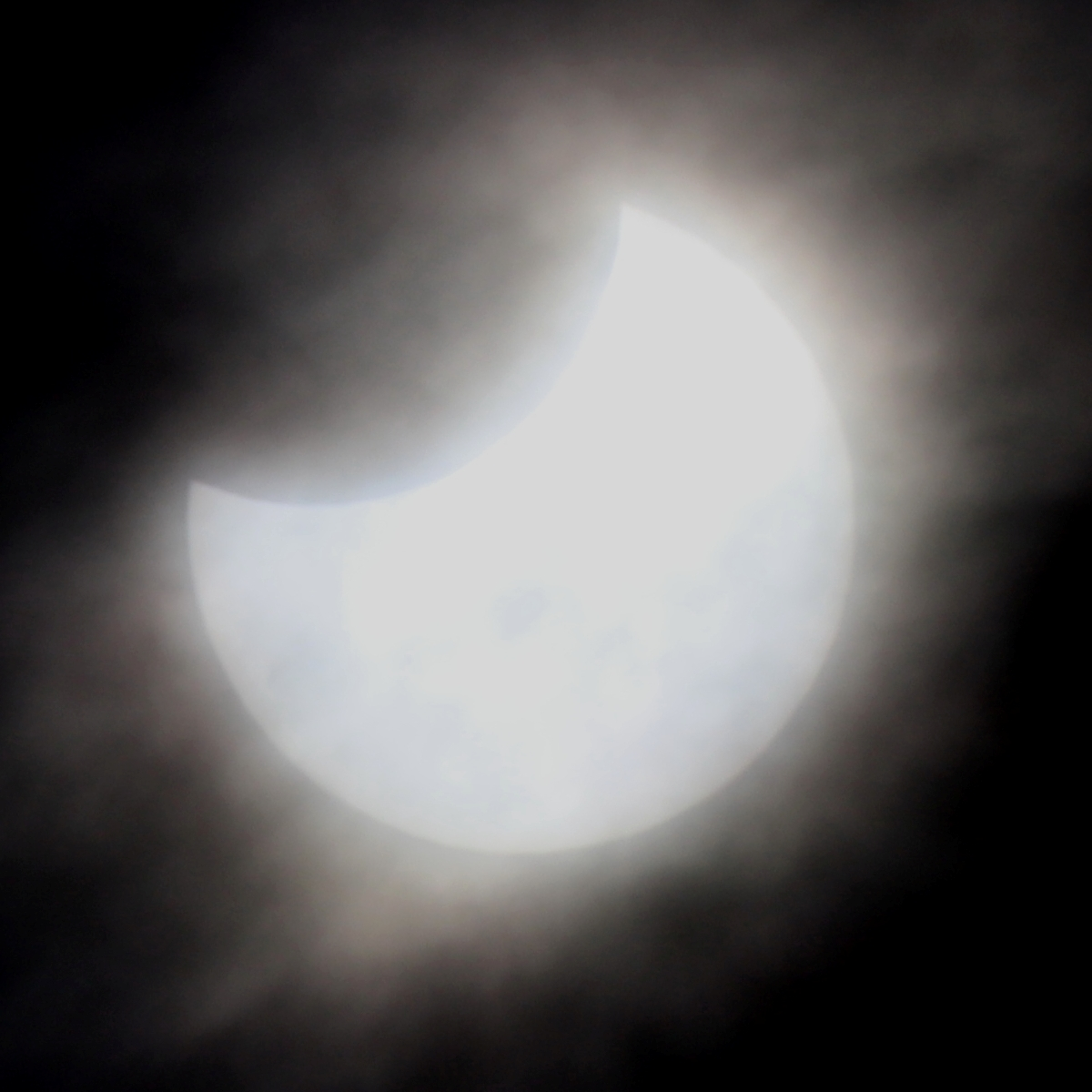
日本愛知縣（01:00 UTC）

## 相關的日食

### 2018-2021年的日食
月球交替位於相對的月球交點時，以半個交點年（食年），即約177天又4小時間隔出現下列日食。
註：2018年2月15日和2018年8月11日的日偏食屬於上一組交點年系列。
| 日食列表  |           |           |           |           |           |           |           |           |           |           |           |
| 1997-2000 | 2000-2003 | 2004-2007 | 2008-2011 | 2011-2014 | 2015-2018 | 2018-2021 | 2022-2025 | 2026-2029 | 2029-2032 | 2033-2036 | 2036-2039 |

| 升交點                   | 升交點                   |                            | 降交點                  | 降交點 |
| 沙羅周期                 | 地圖                     | 沙羅周期                   | 地圖                    |        |
| 117 澳洲墨爾本的日偏食   | 2018年7月13日 偏食（南） | 122 俄羅斯納霍德卡的日偏食 | 2019年1月6日 偏食（北） |        |
| 127 智利拉塞雷納的日全食 | 2019年7月2日 全食        | 132 斯里蘭卡賈夫納的日環食 | 2019年12月26日 環食     |        |
| 137 臺灣嘉義的日環食     | 2020年6月21日 環食       | 142                        | 2020年12月14日 全食     |        |
| 147                      | 2021年6月10日 環食       | 152                        | 2021年12月4日 全食      |        |

### 沙羅周期
沙羅周期長度為18年11天。本次日食屬於沙羅周期122，共包含70次日食，依次為991年4月17日至1117年7月1日的8次日偏食、1135年7月12日至1171年8月3日的3次日全食、1189年8月13日至1207年8月25日的2次全環食（亦稱混合食）、1225年9月4日至1874年10月10日的37次日環食、1892年10月20日至2235年5月17日的20次日偏食，總共歷時1244.08年。其中最長的全食發生於1135年7月12日，共持續了1分25秒。
下表列舉了1901年至2100年間發生的屬於該周期的日食，是第52至62次：
| 52            | 53             | 54             |
| ------------- | -------------- | -------------- |
| 1910年11月2日 | 1928年11月12日 | 1946年11月23日 |
| 55            | 56             | 57             |
| 1964年12月4日 | 1982年12月15日 | 2000年12月25日 |
| 58            | 59             | 60             |
| 2019年1月6日  | 2037年1月16日  | 2055年1月27日  |
| 61            | 62             |                |
| 2073年2月7日  | 2091年2月18日  |                |

## 資料來源
1. ↑  樊忠玉. . 中国天文科普网.   [2016-06-04]. （原始内容存档于2014-09-17）.
2. ↑  Fred Espenak. . NASA Eclipse Web Site.   [2016-06-04]. （原始内容存档于2016-03-24）.（英文）
3. ↑  Fred Espenak. . NASA Eclipse Web Site.   [2016-06-04]. （原始内容存档于2016-03-08）.（英文）
4. ↑  Fred Espenak. . NASA Eclipse Web Site.（英文）

## 外部連結
- NASA日食專頁（页面存档备份，存于）（英文）
- 可見區域圖和時間統計：由弗雷德·埃斯佩納克做出的日食預報，NASA/GSFC
  - 貝塞爾元素

| \| \| 日食 \|                             |                             |                                          |
| 上一次日食： 2018年8月11日日食 （日偏食） | 2019年1月6日日食 （日偏食） | 下一次日食： 2019年7月2日日食 （日全食） |
| 上一次日偏食： 2018年8月11日日食          | 2019年1月6日日食 （日偏食） | 下一次日偏食： 2022年4月30日日食         |
|                                           | 日食                        |                                          |